# Valado dos Frades
Valado dos Frades is een plaats (freguesia) in de Portugese gemeente Nazaré en telt 3308 inwoners (2001).